# Elezioni primarie del Partito Repubblicano del 2008 (Stati Uniti d'America)
Le elezioni primarie del Partito Repubblicano del 2008 si sono tenute tra i mesi di gennaio e giugno in vista delle elezioni presidenziali.

## Candidati
Hanno concorso alla nomina John McCain, Alan Keyes, Ron Paul, Sam Brownback, Jim Gilmore, Rudy Giuliani, Mike Huckabee, Duncan Hunter, Mitt Romney, Tom Tancredo, Fred Dalton Thompson e Tommy Thompson
Il 4 marzo il candidato John McCain ha superato la soglia necessaria per essere nominato ufficialmente candidato del partito repubblicano alla Presidenza. Il risultato ufficiale è stato comunicato solo dopo la Convention nazionale di settembre 2008.

## Risultati
Caucus dell'Iowa

Bandiera dell'Iowa

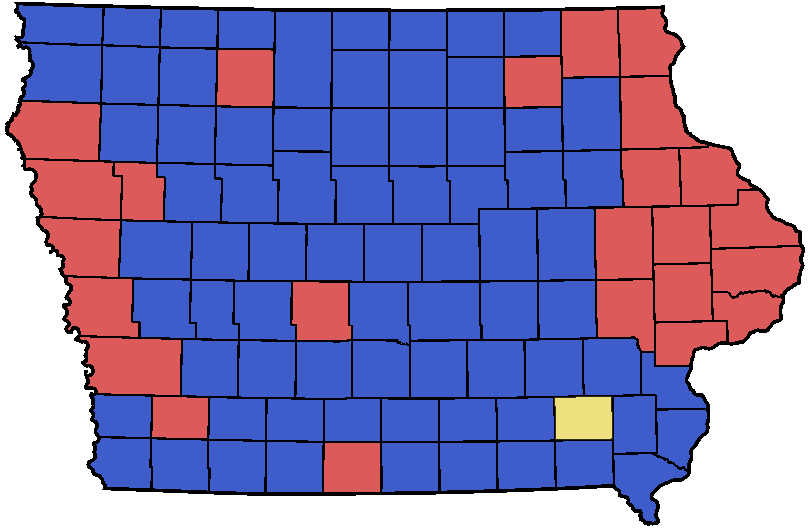
Mappa del Caucus 2008 dell'Iowa. In blu Huckabee, in rosso Romney e in giallo Paul

Il caucus del Partito Repubblicano nell'Iowa, si è tenuto il 3 gennaio 2008. I delegati alla convention sono eletti proporzionalmente attraverso un voto non vincolante (straw poll). Sono delle primarie non ufficiali, e costituiscono l'avvio ufficiale della selezione dei candidati per le elezioni presidenziali. A differenza del Partito Democratico, quello Repubblicano non usa requisiti di percentuali minime di voto.
Solo Huckabee, Romney e Paul hanno raggiunto la maggioranza nelle varie contee, Giuliani ha invece seguito la strategia di dedicarsi agli stati più grandi, ed ha partecipato poco nello stato dell'Iowa. Tancredo si è ritirato dalla corsa presidenziale due settimane prima ed ha sponsorizzato Romney, anche se il suo nome rimane nella lista ufficiale dei candidati repubblicani dell'Iowa.
| Caucus del partito Repubblicano nell'Iowa, 2008 | Caucus del partito Repubblicano nell'Iowa, 2008 | Caucus del partito Repubblicano nell'Iowa, 2008 | Caucus del partito Repubblicano nell'Iowa, 2008 | Caucus del partito Repubblicano nell'Iowa, 2008 |
| Candidato                                       | Candidato                                       | Voti                                            | Percentuale                                     | Delegati nazionali                              |
| ----------------------------------------------- | ----------------------------------------------- | ----------------------------------------------- | ----------------------------------------------- | ----------------------------------------------- |
| Mike Huckabee                                   | Mike Huckabee                                   | 40.841                                          | 34,41%                                          | 17                                              |
| Mitt Romney                                     | Mitt Romney                                     | 29.949                                          | 25,23%                                          | 12                                              |
| Fred Thompson                                   | Fred Thompson                                   | 15.904                                          | 13,40%                                          | 3                                               |
| John McCain                                     | John McCain                                     | 15.559                                          | 13,11%                                          | 3                                               |
| Ron Paul                                        | Ron Paul                                        | 11.817                                          | 9,96%                                           | 2                                               |
| Rudy Giuliani                                   | Rudy Giuliani                                   | 4.097                                           | 3,45%                                           | 0                                               |
| Duncan Hunter                                   | Duncan Hunter                                   | 524                                             | 0,44%                                           | 0                                               |
| Tom Tancredo*                                   | Tom Tancredo*                                   | 5                                               | 0,00%                                           | 0                                               |
| Alan Keyes                                      | Alan Keyes                                      | Non registrati                                  | 0.00%                                           | 0                                               |
| Totale                                          | Totale                                          | 118.696                                         | 100,00%                                         | 37                                              |

*Il candidato si è ritirato prima del caucus.
Convention del Wyoming

Bandiera del Wyoming

La convention repubblicana nel Wyoming si è tenuta il 5 gennaio 2008. Il Partito Repubblicano del Wyoming non ha rilasciato i dettagli sui voti, ma solo la percentuale.
| Convention del partito Repubblicano nel Wyoming, 2008 | Convention del partito Repubblicano nel Wyoming, 2008 | Convention del partito Repubblicano nel Wyoming, 2008 | Convention del partito Repubblicano nel Wyoming, 2008 | Convention del partito Repubblicano nel Wyoming, 2008 |
| Candidat0                                             | Candidat0                                             | Percentuale                                           | Delegati nazionali                                    |                                                       |
| ----------------------------------------------------- | ----------------------------------------------------- | ----------------------------------------------------- | ----------------------------------------------------- | ----------------------------------------------------- |
| Mitt Romney                                           | Mitt Romney                                           | 67%                                                   | 8                                                     |                                                       |
| Fred Thompson                                         | Fred Thompson                                         | 25%                                                   | 3                                                     |                                                       |
| Duncan Hunter                                         | Duncan Hunter                                         | 8%                                                    | 1                                                     |                                                       |
| Rudy Giuliani                                         | Rudy Giuliani                                         | 0%                                                    | 0                                                     |                                                       |
| Mike Huckabee                                         | Mike Huckabee                                         | 0%                                                    | 0                                                     |                                                       |
| John McCain                                           | John McCain                                           | 0%                                                    | 0                                                     |                                                       |
| Ron Paul                                              | Ron Paul                                              | 0%                                                    | 0                                                     |                                                       |
| Totale                                                | Totale                                                | 100%                                                  | 12                                                    |                                                       |

Primarie del New Hampshire

Bandiera del New Hampshire

Lo stato del New Hampshire assegna 12 delegati nazionali, in modo proporzionale al voto popolare. In vantaggio il senatore dell'Arizona John McCain che ha vinto 7 delegati.
| Primarie del Partito Repubblicano nel New Hampshire, 2008 | Primarie del Partito Repubblicano nel New Hampshire, 2008 | Primarie del Partito Repubblicano nel New Hampshire, 2008 | Primarie del Partito Repubblicano nel New Hampshire, 2008 | Primarie del Partito Repubblicano nel New Hampshire, 2008 |
| Candidato                                                 | Candidato                                                 | Voti                                                      | Percentuali                                               | Delegati nazionali                                        |
| --------------------------------------------------------- | --------------------------------------------------------- | --------------------------------------------------------- | --------------------------------------------------------- | --------------------------------------------------------- |
| John McCain                                               | John McCain                                               | 88.571                                                    | 37,01%                                                    | 7                                                         |
| Mitt Romney                                               | Mitt Romney                                               | 75.546                                                    | 31,57%                                                    | 4                                                         |
| Mike Huckabee                                             | Mike Huckabee                                             | 26 859                                                    | 11,22%                                                    | 1                                                         |
| Rudy Giuliani                                             | Rudy Giuliani                                             | 20.439                                                    | 8,54%                                                     | 0                                                         |
| Ron Paul                                                  | Ron Paul                                                  | 18.308                                                    | 7,65%                                                     | 0                                                         |
| Fred Thompson                                             | Fred Thompson                                             | 2.894                                                     | 1,21%                                                     | 0                                                         |
| Duncan Hunter                                             | Duncan Hunter                                             | 1.225                                                     | 0,51%                                                     | 0                                                         |
| Alan Keyes                                                | Alan Keyes                                                | 203                                                       | 0,08%                                                     | 0                                                         |
| Stephen Marchuk                                           | Stephen Marchuk                                           | 124                                                       | 0,05%                                                     | 0                                                         |
| Tom Tancredo                                              | Tom Tancredo                                              | 80                                                        | 0,03%                                                     | 0                                                         |
| Hugh Cort                                                 | Hugh Cort                                                 | 53                                                        | 0,02%                                                     | 0                                                         |
| Cornelius O'Connor                                        | Cornelius O'Connor                                        | 45                                                        | 0,02%                                                     | 0                                                         |
| Albert Howard                                             | Albert Howard                                             | 44                                                        | 0,02%                                                     | 0                                                         |
| Vernon Wuensche                                           | Vernon Wuensche                                           | 44                                                        | 0,02%                                                     | 0                                                         |
| Vermin Supreme                                            | Vermin Supreme                                            | 41                                                        | 0,02%                                                     | 0                                                         |
| John H. Cox                                               | John H. Cox                                               | 40                                                        | 0,02%                                                     | 0                                                         |
| Daniel Gilbert                                            | Daniel Gilbert                                            | 33                                                        | 0,01%                                                     | 0                                                         |
| James Mitchell                                            | James Mitchell                                            | 30                                                        | 0,01%                                                     | 0                                                         |
| Jack Shepard                                              | Jack Shepard                                              | 27                                                        | 0,01%                                                     | 0                                                         |
| Mark Klein                                                | Mark Klein                                                | 19                                                        | 0,01%                                                     | 0                                                         |
| Cap Fendig                                                | Cap Fendig                                                | 13                                                        | 0,01%                                                     | 0                                                         |
| Candidati Write-in                                        | Candidati Write-in                                        | 4 691                                                     | 1,96%                                                     | 0                                                         |
| Totale                                                    | Totale                                                    | 239.315                                                   | 100,00%                                                   | 12                                                        |

Primarie del Michigan

Bandiera del Michigan

Nel Michigan si è votato il 15 gennaio. Romney si è posizionato al primo posto con il 39% dei voti, e questa vittoria viene considerata come critica per la sua campagna. Una sua sconfitta nello stato dove il padre di Romney è stato governatore sarebbe stata troppo disastrosa, dopo le due sconfitte nel New Hampshire e nell'Iowa.
Il problema sentito dalla popolazione nel Michigan è costituita dallo stato dell'economia: questo stato ha il più alto tasso di disoccupazione della nazione, pari al 7,4% e sta continuando a perdere posti di lavoro. McCain ha parlato direttamente, affermando che "Ci sono alcuni lavori che non torneranno in Michigan" e ha proposto alcune misure per compensare questa situazione. Romney ha attaccato questo punto di vista giudicandolo pessimista, e ha esaltato il proprio patrimonio familiare, affermando che "Ho l'industria automobilistica nel sangue", e che andrà a Washington come outsider per "cambiare Washington completamente".
Alla fine McCain è giunto secondo dietro Romney, guadagnando il 30% dei voti contro il 39% di Romney.
| Primarie del Partito Repubblicano del Michigan, 2008 | Primarie del Partito Repubblicano del Michigan, 2008 | Primarie del Partito Repubblicano del Michigan, 2008 | Primarie del Partito Repubblicano del Michigan, 2008 | Primarie del Partito Repubblicano del Michigan, 2008 |
| Candidato                                            | Candidato                                            | Voti                                                 | Percentuale                                          | Delegati nazionali                                   |
| ---------------------------------------------------- | ---------------------------------------------------- | ---------------------------------------------------- | ---------------------------------------------------- | ---------------------------------------------------- |
| Mitt Romney                                          | Mitt Romney                                          | 337.785                                              | 38,92%                                               | 24                                                   |
| John McCain                                          | John McCain                                          | 257.611                                              | 29,68%                                               | 5                                                    |
| Mike Huckabee                                        | Mike Huckabee                                        | 139.549                                              | 16,08%                                               | 1                                                    |
| Ron Paul                                             | Ron Paul                                             | 54.397                                               | 6,27%                                                | 0                                                    |
| Fred Thompson                                        | Fred Thompson                                        | 32.134                                               | 3,70%                                                | 0                                                    |
| Rudy Giuliani                                        | Rudy Giuliani                                        | 24.687                                               | 2,84%                                                | 0                                                    |
| Duncan Hunter                                        | Duncan Hunter                                        | 2.809                                                | 0,32%                                                | 0                                                    |
| Tom Tancredo                                         | Tom Tancredo                                         | 457                                                  | 0,05%                                                | 0                                                    |
| Sam Brownback                                        | Sam Brownback                                        | 351                                                  | 0,04%                                                | 0                                                    |
| Uncommited                                           | Uncommited                                           | 18.098                                               | 2,09%                                                | 0                                                    |
| Totale                                               | Totale                                               | 867.878                                              | 100,00%                                              | 30                                                   |

Caucus del Nevada

Bandiera del Nevada

I caucus del Nevada si sono tenuti il 19 gennaio, lo stesso giorno della Carolina del Sud, per la suddivisione di 31 delegati. Romney è stato il vincitore con il 51% dei voti, di cui metà provenienti dalla comunità dei mormoni.
Romney ha condotto una dura campagna in questo stato, mentre gli altri candidati principali, McCain e Huckabee hanno invece preferito dedicarsi alla South Carolina. Tuttavia il Nevada non è soggetto al dimezzamento dei delegati, e ne possiede quindi in maggior numero rispetto a quelli disponibili nel South Carolina.
| Caucus del partito Repubblicano in Nevada, 2008 | Caucus del partito Repubblicano in Nevada, 2008 | Caucus del partito Repubblicano in Nevada, 2008 | Caucus del partito Repubblicano in Nevada, 2008 | Caucus del partito Repubblicano in Nevada, 2008 |
| Candidato                                       | Candidato                                       | Voti                                            | Percentuale                                     | Delegati nazionali                              |
| ----------------------------------------------- | ----------------------------------------------- | ----------------------------------------------- | ----------------------------------------------- | ----------------------------------------------- |
| Mitt Romney                                     | Mitt Romney                                     | 22.646                                          | 51,10%                                          | 18                                              |
| Ron Paul                                        | Ron Paul                                        | 6.084                                           | 13,73%                                          | 4                                               |
| John McCain                                     | John McCain                                     | 5.650                                           | 12,75%                                          | 4                                               |
| Mike Huckabee                                   | Mike Huckabee                                   | 3.616                                           | 8,16%                                           | 2                                               |
| Fred Thompson                                   | Fred Thompson                                   | 3.519                                           | 7,94%                                           | 2                                               |
| Rudy Giuliani                                   | Rudy Giuliani                                   | 1.910                                           | 4,31%                                           | 1                                               |
| Duncan Hunter                                   | Duncan Hunter                                   | 890                                             | 2,01%                                           | 0                                               |
| Tom Tancredo                                    | Tom Tancredo                                    | Non registrati                                  | 0,00%                                           | 0                                               |
| Total                                           | Total                                           | 44.315                                          | 100,00%                                         | 31                                              |

Primarie della Carolina del Sud
| Primarie del partito Repubblicano in South Carolina, 2008 | Primarie del partito Repubblicano in South Carolina, 2008 | Primarie del partito Repubblicano in South Carolina, 2008 | Primarie del partito Repubblicano in South Carolina, 2008 | Primarie del partito Repubblicano in South Carolina, 2008 |
| Candidato                                                 | Candidato                                                 | Voti                                                      | Percentuale                                               | Delegati nazionali                                        |
| --------------------------------------------------------- | --------------------------------------------------------- | --------------------------------------------------------- | --------------------------------------------------------- | --------------------------------------------------------- |
| John McCain                                               | John McCain                                               | 147.733                                                   | 33,15%                                                    | 19                                                        |
| Mike Huckabee                                             | Mike Huckabee                                             | 132.990                                                   | 29,84%                                                    | 5                                                         |
| Fred Thompson                                             | Fred Thompson                                             | 69.681                                                    | 15,63%                                                    | 0                                                         |
| Mitt Romney                                               | Mitt Romney                                               | 68.177                                                    | 15,30%                                                    | 0                                                         |
| Ron Paul                                                  | Ron Paul                                                  | 16.155                                                    | 3,62%                                                     | 0                                                         |
| Rudy Giuliani                                             | Rudy Giuliani                                             | 9.575                                                     | 2,15%                                                     | 0                                                         |
| Duncan Hunter                                             | Duncan Hunter                                             | 1.051                                                     | 0,24%                                                     | 0                                                         |
| Tom Tancredo                                              | Tom Tancredo                                              | 121                                                       | 0,03%                                                     | 0                                                         |
| Hugh Cort                                                 | Hugh Cort                                                 | 88                                                        | 0,02%                                                     | 0                                                         |
| John H. Cox                                               | John H. Cox                                               | 83                                                        | 0,02%                                                     | 0                                                         |
| Cap Fendig                                                | Cap Fendig                                                | 23                                                        | 0,00%                                                     | 0                                                         |
| Totale                                                    | Totale                                                    | 445.677                                                   | 100,00%                                                   | 24                                                        |

Caucus della Louisiana

Bandiera del South Carolina

Bandiera della Louisiana

I caucus della Louisiana si sono tenuti il 22 gennaio, ed è stato reso pubblico un assegnamento non ufficiale del Partito Repubblicano della Louisiana. I risultati tuttavia indicano solo quali delegati hanno ricevuto il maggior numero di voti e non indicano quanti delegati lo supportano.
I risultati indicano che la maggior parte dei candidati è stata conquistata da McCain, seguito da Ron Paul e Romney. I delegati tuttavia sono considerati a livello nazionale come uncommitted. La Louisiana sceglierà 24 delegati nazionali durante la convention di stato il 16 febbraio 2008 e 20 delegati durante le primarie il 9 febbraio 2008.
Caucus delle Hawaii

Bandiera delle Hawaii

I caucus delle Hawaii si sono tenuti dal 25 febbraio al 5 febbraio, non sono ufficiali e tutti i delegati locali sono considerati uncommitted.
Primarie della Florida

Bandiera della Florida

Le primarie della Florida si sono tenute il 29 gennaio 2008 per decidere l'assegnamento di 57 delegati, secondo le regole che chi vince prende tutto.
Rudoft Giuliani ha condotto una grossa campagna elettorale in Florida, che lo avrebbe dovuto lanciare per il SuperMartedì ignorando quasi completamente il South Carolina e gli altri stati che votavano prima del 5 febbraio. McCain si è aggiudicato il primo posto, con quasi il 36% dei voti e aggiudicandosi tutti i delegati.

Bandiera del Maine

| Primarie del partito Repubblicano in Florida, 2008 | Primarie del partito Repubblicano in Florida, 2008 | Primarie del partito Repubblicano in Florida, 2008 | Primarie del partito Repubblicano in Florida, 2008 | Primarie del partito Repubblicano in Florida, 2008 |
| Candidato                                          | Candidato                                          | Voti                                               | Percentuale                                        | Delegati nazionali                                 |
| -------------------------------------------------- | -------------------------------------------------- | -------------------------------------------------- | -------------------------------------------------- | -------------------------------------------------- |
| John McCain                                        | John McCain                                        | 701.352                                            | 35,99%                                             | 57                                                 |
| Mitt Romney                                        | Mitt Romney                                        | 604.672                                            | 31,03%                                             | 0                                                  |
| Rudy Giuliani                                      | Rudy Giuliani                                      | 285.937                                            | 14,67%                                             | 0                                                  |
| Mike Huckabee                                      | Mike Huckabee                                      | 262.538                                            | 13,47%                                             | 0                                                  |
| Ron Paul                                           | Ron Paul                                           | 62.844                                             | 3,23%                                              | 0                                                  |
| Fred Thompson                                      | Fred Thompson                                      | 22.651                                             | 1,16%                                              | 0                                                  |
| Alan Keyes                                         | Alan Keyes                                         | 4.052                                              | 0,21%                                              | 0                                                  |
| Duncan Hunter                                      | Duncan Hunter                                      | 2.843                                              | 0,15%                                              | 0                                                  |
| Tom Tancredo                                       | Tom Tancredo                                       | 1.590                                              | 0,08%                                              | 0                                                  |
| Totale                                             | Totale                                             | 1.948.479                                          | 100,00%                                            | 57                                                 |

Caucus del Maine.
| Primarie del partito Repubblicano del Maine, 2008 | Primarie del partito Repubblicano del Maine, 2008 | Primarie del partito Repubblicano del Maine, 2008 | Primarie del partito Repubblicano del Maine, 2008 | Primarie del partito Repubblicano del Maine, 2008 |
| Candidato                                         | Candidato                                         | Voti                                              | Percentuali                                       | Delegati nazionali                                |
| ------------------------------------------------- | ------------------------------------------------- | ------------------------------------------------- | ------------------------------------------------- | ------------------------------------------------- |
| Mitt Romney                                       | Mitt Romney                                       | 2.787                                             | 52,21%                                            | 18                                                |
| John McCain                                       | John McCain                                       | 1.124                                             | 21,06%                                            | 0                                                 |
| Ron Paul                                          | Ron Paul                                          | 976                                               | 18,28%                                            | 0                                                 |
| Mike Huckabee                                     | Mike Huckabee                                     | 308                                               | 5,77%                                             | 0                                                 |
| Fred Thompson                                     | Fred Thompson                                     | 7                                                 | 0,13%                                             | 0                                                 |
| Rudy Giuliani                                     | Rudy Giuliani                                     | 3                                                 | 0,06%                                             | 0                                                 |
| Alan Keyes                                        | Alan Keyes                                        | 1                                                 | 0,02%                                             | 0                                                 |
| John H. Cox                                       | John H. Cox                                       | 0                                                 | 0,00%                                             | 0                                                 |
| Duncan Hunter                                     | Duncan Hunter                                     | 0                                                 | 0,00%                                             | 0                                                 |
| Candidati Write-in                                | Candidati Write-in                                | 9                                                 | 0,17%                                             | 0                                                 |
| Uncommited                                        | Uncommited                                        | 123                                               | 2,30%                                             | 0                                                 |
| Totale                                            | Totale                                            | 5.338                                             | 100,00%                                           | 18                                                |

## Super Tuesday

Bandiera dell'Alabama

Durante il cosiddetto Super Tuesday (Super Martedì) il 5 febbraio 2008 si sono tenute le primarie nei seguenti stati: Alabama, Alaska, Arizona, Arkansas, California, Colorado, Connecticut, Delaware, Georgia, Illinois, Massachusetts, Minnesota, Missouri, Montana, New Jersey, New York, Dakota del Nord, Oklahoma, Tennessee, Utah, Virginia Occidentale. Il numero totale di delegati è 1 020 in 15 primarie e sei caucus.
Dopo i risultati del 5 febbraio Romney ha annunciato il termine della sua corsa presidenziale e ha motivato il suo ritiro dichiarando che il proseguimento della sua candidatura avrebbe "impedito il lancio di una campagna politica nazionale e reso più facile la vittoria per la Senatrice Clinton o Barack Obama".
Al termine del Super Tuesday la situazione dei delegati è la seguente:
| Numero dei delegati assegnati | Numero dei delegati assegnati |
| Candidato                     | Numero di delegati            |
| ----------------------------- | ----------------------------- |
| John McCain                   | 707                           |
| Mitt Romney                   | 294                           |
| Mike Huckabee                 | 195                           |
| Ron Paul                      | 14                            |
| Rudy Giuliani                 | 0                             |
| Totale                        | 1.210                         |

Primarie dell'Alabama;
Il numero totale di delegati dell'Alabama è 45, suddivisi in 3 delegati per ognuno dei 7 congressional district in cui è suddiviso lo stato e altri 24 assegnati globalmente in modo proporzionale.
Sia globalmente che in ogni district, un candidato deve raggiungere il 20% dei voti per partecipare alla suddivisione dei candidati. Nel caso in cui, sia globalmente che in ogni district un candidato superi il 50% dei voti allora conquista tutti i delegati disponibili.
Altri tre delegati sono, in virtù della loro posizione di leader di partito, già prenotati. In questo modo il numero di delegati che giungeranno al congresso del partito repubblicano saranno 48.
| Primarie del partito Repubblicano in Alabama, 2008 Risultati al 99% | Primarie del partito Repubblicano in Alabama, 2008 Risultati al 99% | Primarie del partito Repubblicano in Alabama, 2008 Risultati al 99% | Primarie del partito Repubblicano in Alabama, 2008 Risultati al 99% | Primarie del partito Repubblicano in Alabama, 2008 Risultati al 99% |
| Candidato                                                           | Candidato                                                           | Voti                                                                | Percentuale                                                         | Delegati nazionali                                                  |
| ------------------------------------------------------------------- | ------------------------------------------------------------------- | ------------------------------------------------------------------- | ------------------------------------------------------------------- | ------------------------------------------------------------------- |
| Mike Huckabee                                                       | Mike Huckabee                                                       | 230.608                                                             | 40,90%                                                              | 20                                                                  |
| John McCain                                                         | John McCain                                                         | 210.989                                                             | 37,42%                                                              | 16                                                                  |
| Mitt Romney                                                         | Mitt Romney                                                         | 103.295                                                             | 18,32%                                                              | 0                                                                   |
| Ron Paul                                                            | Ron Paul                                                            | 15.454                                                              | 2,74%                                                               | 0                                                                   |
| Rudy Giuliani                                                       | Rudy Giuliani                                                       | 2.224                                                               | 0,39%                                                               | 0                                                                   |
| Uncommited                                                          | Uncommited                                                          | 1.252                                                               | 0,22%                                                               | 0                                                                   |
| Totale                                                              | Totale                                                              | 563.822                                                             | 100,00%                                                             | 36                                                                  |

Primarie dell'Alaska;
| Primarie del partito Repubblicano in Alaska, 2008 Risultati al 98% | Primarie del partito Repubblicano in Alaska, 2008 Risultati al 98% | Primarie del partito Repubblicano in Alaska, 2008 Risultati al 98% | Primarie del partito Repubblicano in Alaska, 2008 Risultati al 98% | Primarie del partito Repubblicano in Alaska, 2008 Risultati al 98% |
| Candidato                                                          | Candidato                                                          | Voti                                                               | Percentuale                                                        | Delegati nazionali                                                 |
| ------------------------------------------------------------------ | ------------------------------------------------------------------ | ------------------------------------------------------------------ | ------------------------------------------------------------------ | ------------------------------------------------------------------ |
| Mitt Romney                                                        | Mitt Romney                                                        | 5.126                                                              | 44,00%                                                             | 12                                                                 |
| Mike Huckabee                                                      | Mike Huckabee                                                      | 2.548                                                              | 22,00%                                                             | 6                                                                  |
| Ron Paul                                                           | Ron Paul                                                           | 1.955                                                              | 17,00%                                                             | 5                                                                  |
| John McCain                                                        | John McCain                                                        | 1.804                                                              | 15,00%                                                             | 3                                                                  |
| Uncommited                                                         | Uncommited                                                         | 187                                                                | 2%                                                                 | 0                                                                  |
| Totale                                                             | Totale                                                             |                                                                    | 100%                                                               | 26                                                                 |

Primarie dell'Arizona;

Bandiera dell'Alaska

Bandiera dell'Arizona

L'Arizona è tra gli stati in cui vige la regola del Winner takes all, quindi il candidato che ottiene il maggior numero di voti si aggiudica tutti i 50 delegati disponibili. Oltre a questi, i tre leader di partito sono automaticamente inviati al congresso nazionale repubblicano.
| Primarie del partito Repubblicano in Arizona, 2008 Risultati al 98% | Primarie del partito Repubblicano in Arizona, 2008 Risultati al 98% | Primarie del partito Repubblicano in Arizona, 2008 Risultati al 98% | Primarie del partito Repubblicano in Arizona, 2008 Risultati al 98% | Primarie del partito Repubblicano in Arizona, 2008 Risultati al 98% |
| Candidato                                                           | Candidato                                                           | Voti                                                                | Percentuale                                                         | Delegati nazionali                                                  |
| ------------------------------------------------------------------- | ------------------------------------------------------------------- | ------------------------------------------------------------------- | ------------------------------------------------------------------- | ------------------------------------------------------------------- |
| John McCain                                                         | John McCain                                                         | 227.764                                                             | 48%                                                                 | 50                                                                  |
| Mitt Romney                                                         | Mitt Romney                                                         | 163.967                                                             | 34%                                                                 | 0                                                                   |
| Mike Huckabee                                                       | Mike Huckabee                                                       | 43.118                                                              | 9%                                                                  | 0                                                                   |
| Ron Paul                                                            | Ron Paul                                                            | 20.197                                                              | 4%                                                                  | 0                                                                   |
| Rudy Giuliani                                                       | Rudy Giuliani                                                       | 12.716                                                              | 3%                                                                  | 0                                                                   |
| Totale                                                              | Totale                                                              | 467.762                                                             | 100,00%                                                             | 50                                                                  |

Primarie dell'Arkansas;

Bandiera dell'Arkansas

Lo stato dell'Arkansas decide 31 delegati nazionali, suddivisi in 12 delegati da eleggere nei 4 congressional district e 19 delegati assegnati in base ai voti totali, con una soglia di sbarramento al 10%. Altri tre posti di delegato nazionale sono riservati ai leader di partito.
| Primarie del partito Repubblicano in Arkansas, 2008 Risultati al 97% | Primarie del partito Repubblicano in Arkansas, 2008 Risultati al 97% | Primarie del partito Repubblicano in Arkansas, 2008 Risultati al 97% | Primarie del partito Repubblicano in Arkansas, 2008 Risultati al 97% | Primarie del partito Repubblicano in Arkansas, 2008 Risultati al 97% |
| Candidato                                                            | Candidato                                                            | Voti                                                                 | Percentuale                                                          | Delegati nazionali                                                   |
| -------------------------------------------------------------------- | -------------------------------------------------------------------- | -------------------------------------------------------------------- | -------------------------------------------------------------------- | -------------------------------------------------------------------- |
| Mike Huckabee                                                        | Mike Huckabee                                                        | 130.541                                                              | 60%                                                                  | 29                                                                   |
| John McCain                                                          | John McCain                                                          | 44.091                                                               | 20%                                                                  | 1                                                                    |
| Mitt Romney                                                          | Mitt Romney                                                          | 29.359                                                               | 14%                                                                  | 1                                                                    |
| Ron Paul                                                             | Ron Paul                                                             | 10.401                                                               | 5%                                                                   | 0                                                                    |
| Uncommited                                                           | Uncommited                                                           | 993                                                                  | 1%                                                                   | 0                                                                    |
| Rudy Giuliani                                                        | Rudy Giuliani                                                        | 625                                                                  | 0%                                                                   | 0                                                                    |
| Totale                                                               | Totale                                                               | 216.010                                                              | 100,00%                                                              | 31                                                                   |

Primarie della California;

Bandiera della California

Lo stato della California è suddiviso in 53 congressional districts, ciascuno dei quali ha tre delegati. Oltre a questi vengono assegnati 11 delegati in base ai risultati totali nello stato. Altri 3 delegati sono automaticamente assegnati ai leader del partito.
| Primarie del partito Repubblicano in California, 2008 | Primarie del partito Repubblicano in California, 2008 | Primarie del partito Repubblicano in California, 2008 | Primarie del partito Repubblicano in California, 2008 | Primarie del partito Repubblicano in California, 2008 |
| Candidato                                             | Candidato                                             | Voti                                                  | Percentuale                                           | Delegati nazionali                                    |
| ----------------------------------------------------- | ----------------------------------------------------- | ----------------------------------------------------- | ----------------------------------------------------- | ----------------------------------------------------- |
| John McCain                                           | John McCain                                           | 993.925                                               | 42,0%                                                 | 161                                                   |
| Mitt Romney                                           | Mitt Romney                                           | 807.509                                               | 34,2%                                                 | 9                                                     |
| Mike Huckabee                                         | Mike Huckabee                                         | 274.321                                               | 11,6%                                                 | 0                                                     |
| Rudy Giuliani                                         | Rudy Giuliani                                         | 116.104                                               | 5,0%                                                  | 0                                                     |
| Ron Paul                                              | Ron Paul                                              | 100.418                                               | 4,2%                                                  | 0                                                     |
| Altri                                                 | Altri                                                 | 75.762                                                | 3,19%                                                 | 0                                                     |
| Totale                                                | Totale                                                | 2.368.039                                             | 100,00%                                               | 170                                                   |

Primarie del Connecticut;

Bandiera del Connecticut

Il numero di delegati del Connecticut è 27 e vengono assegnati con la regola del Winner takes all, ovvero al candidato che riceve più voti in totale.
| Primarie del partito Repubblicano nel Connecticut, 2008 | Primarie del partito Repubblicano nel Connecticut, 2008 | Primarie del partito Repubblicano nel Connecticut, 2008 | Primarie del partito Repubblicano nel Connecticut, 2008 | Primarie del partito Repubblicano nel Connecticut, 2008 |
| Candidato                                               | Candidato                                               | Voti                                                    | Percentuale                                             | Delegati nazionali                                      |
| ------------------------------------------------------- | ------------------------------------------------------- | ------------------------------------------------------- | ------------------------------------------------------- | ------------------------------------------------------- |
| John McCain                                             | John McCain                                             | 78.741                                                  | 52,20%                                                  | 27                                                      |
| Mitt Romney                                             | Mitt Romney                                             | 49.851                                                  | 33,05%                                                  | 0                                                       |
| Mike Huckabee                                           | Mike Huckabee                                           | 10.591                                                  | 7,02%                                                   | 0                                                       |
| Ron Paul                                                | Ron Paul                                                | 6.092                                                   | 4,04%                                                   | 0                                                       |
| Rudy Giuliani                                           | Rudy Giuliani                                           | 2.470                                                   | 1,64%                                                   | 0                                                       |
| Uncommited                                              | Uncommited                                              | 2.414                                                   | 1,60%                                                   | 0                                                       |
| Totale                                                  | Totale                                                  | 170.159                                                 | 100%                                                    | 27                                                      |

Primarie del Delaware;

Bandiera del Delaware

Tutti i 18 delegati nazionali disponibili per lo stato del Delaware, secondo la regola del Winner takes all, sono assegnati al candidato che nello stato riceve il maggiore numero di voti. Altri 3 posti da delegato nazionale sono automaticamente assegnati ai leader del partito, che tuttavia sono legati al candidato che ha vinto. La convention repubblicana del Delaware, in maggio, elegge formalmente i delegati in base ai risultati delle primarie.
| Primaire del partito Repubblicano del Delaware, 2008 | Primaire del partito Repubblicano del Delaware, 2008 | Primaire del partito Repubblicano del Delaware, 2008 | Primaire del partito Repubblicano del Delaware, 2008 | Primaire del partito Repubblicano del Delaware, 2008 |
| Candidato                                            | Candidato                                            | Voti                                                 | Percentuale                                          | Delegati nazionali                                   |
| ---------------------------------------------------- | ---------------------------------------------------- | ---------------------------------------------------- | ---------------------------------------------------- | ---------------------------------------------------- |
| John McCain                                          | John McCain                                          | 22.626                                               | 45,20%                                               | 18                                                   |
| Mitt Romney                                          | Mitt Romney                                          | 16.344                                               | 32,65%                                               | 0                                                    |
| Mike Huckabee                                        | Mike Huckabee                                        | 7.706                                                | 15,39%                                               | 0                                                    |
| Ron Paul                                             | Ron Paul                                             | 2.131                                                | 4,26%                                                | 0                                                    |
| Rudy Giuliani                                        | Rudy Giuliani                                        | 1.255                                                | 2,51%                                                | 0                                                    |
| Totale                                               | Totale                                               | 50.062                                               | 100,00%                                              | 18                                                   |

Primarie della Georgia;

Bandiera della Georgia

I 72 delegati nazionali della Georgia vengono suddivisi in 39 delegati che sono assegnati ai candidati in base ai risultati in ognuno dei 13 congressional district (3 delegati per ogni district) ed altri 33 (tra cui i 3 leader del partito) assegnati in base ai risultati totali. L'assegnazione viene garantita al candidato che riceve più voti.
| Primarie del partito Repubblicano della Georgia, 2008 Risultati al 99% | Primarie del partito Repubblicano della Georgia, 2008 Risultati al 99% | Primarie del partito Repubblicano della Georgia, 2008 Risultati al 99% | Primarie del partito Repubblicano della Georgia, 2008 Risultati al 99% | Primarie del partito Repubblicano della Georgia, 2008 Risultati al 99% |
| Candidato                                                              | Candidato                                                              | Voti                                                                   | Percentuale                                                            | Delegati nazionali                                                     |
| ---------------------------------------------------------------------- | ---------------------------------------------------------------------- | ---------------------------------------------------------------------- | ---------------------------------------------------------------------- | ---------------------------------------------------------------------- |
| Mike Huckabee                                                          | Mike Huckabee                                                          | 326.069                                                                | 34,00%                                                                 | 45                                                                     |
| John McCain                                                            | John McCain                                                            | 303.639                                                                | 31,66%                                                                 | 3                                                                      |
| Mitt Romney                                                            | Mitt Romney                                                            | 289.737                                                                | 30,22%                                                                 | 0                                                                      |
| Ron Paul                                                               | Ron Paul                                                               | 27.978                                                                 | 2,92%                                                                  | 0                                                                      |
| Rudy Giuliani                                                          | Rudy Giuliani                                                          | 7.039                                                                  | 0,73%                                                                  | 0                                                                      |
| Totale                                                                 | Totale                                                                 | 958.916                                                                | 100,00%                                                                | 48                                                                     |

Primarie dell'Illinois;

Bandiera dell'Illinois

Nelle primarie dell'Illinois vengono assegnati 57 delegati nazionali, mentre altri 13 vengono assegnati a parte. Questo sistema viene detto Primarie "Loophole". I 57 delegati sono suddivisi nei 19 congressional district, che possiede ciascuno da 2 a 4 delegati. Dei restanti 13, 10 sono scelti nella convention repubblicana dell'Illinois il 7 giugno mentre 3 sono riservati ai leader del partito.
| Primarie del partito Repubblicano dell'Illinois, 2008 Risultati al 99% | Primarie del partito Repubblicano dell'Illinois, 2008 Risultati al 99% | Primarie del partito Repubblicano dell'Illinois, 2008 Risultati al 99% | Primarie del partito Repubblicano dell'Illinois, 2008 Risultati al 99% | Primarie del partito Repubblicano dell'Illinois, 2008 Risultati al 99% |
| Candidato                                                              | Candidato                                                              | Voti                                                                   | Percentuale                                                            | Delegati nazionali                                                     |
| ---------------------------------------------------------------------- | ---------------------------------------------------------------------- | ---------------------------------------------------------------------- | ---------------------------------------------------------------------- | ---------------------------------------------------------------------- |
| John McCain                                                            | John McCain                                                            | 424.071                                                                | 47,52%                                                                 | 54                                                                     |
| Mitt Romney                                                            | Mitt Romney                                                            | 256.805                                                                | 28,77%                                                                 | 2                                                                      |
| Mike Huckabee                                                          | Mike Huckabee                                                          | 147.626                                                                | 16,54%                                                                 | 0                                                                      |
| Ron Paul                                                               | Ron Paul                                                               | 45.166                                                                 | 5,06%                                                                  | 0                                                                      |
| Rudy Giuliani                                                          | Rudy Giuliani                                                          | 11.341                                                                 | 1.27%                                                                  | 0                                                                      |
| Totale                                                                 | Totale                                                                 | 892.478                                                                | 100,00%                                                                | 57                                                                     |

Primarie del Massachusetts;

Bandiera del Massachusetts

I delegati nazionali nel Massachusetts sono assegnati in modo proporzionale ai candidati in ognuno dei 10 congressional district (ogni district possiede 3 delegati). Altri 10 delegati sono assegnati in base al voto complessivo. È presente una soglia di sbarramento al 15% sia a livello dei district che in totale. Altri 3 delegati sono assegnati ai leader del partito.
| Primarie del partito Repubblicano del Massachusetts, 2008 | Primarie del partito Repubblicano del Massachusetts, 2008 | Primarie del partito Repubblicano del Massachusetts, 2008 | Primarie del partito Repubblicano del Massachusetts, 2008 | Primarie del partito Repubblicano del Massachusetts, 2008 |
| Candidato                                                 | Candidato                                                 | Voti                                                      | Percentuale                                               | Delegati nazionali                                        |
| --------------------------------------------------------- | --------------------------------------------------------- | --------------------------------------------------------- | --------------------------------------------------------- | --------------------------------------------------------- |
| Mitt Romney                                               | Mitt Romney                                               | 255.248                                                   | 51,50%                                                    | 22                                                        |
| John McCain                                               | John McCain                                               | 204.027                                                   | 41,16%                                                    | 18                                                        |
| Mike Huckabee                                             | Mike Huckabee                                             | 19.168                                                    | 3,87%                                                     | 0                                                         |
| Ron Paul                                                  | Ron Paul                                                  | 13.210                                                    | 2,67%                                                     | 0                                                         |
| Rudy Giuliani                                             | Rudy Giuliani                                             | 2.643                                                     | 0,53%                                                     | 0                                                         |
| Totale                                                    | Totale                                                    | 495.656                                                   | 100,00%                                                   | 40                                                        |

Caucus del Minnesota;

Bandiera del Minnesota

Il Caucus del Minnesota non è vincolante e non assegna delegati ai candidati. Essi sono assegnati formalmente durante le convention di maggio. Si assegnano 3 delegati per ognuno degli 8 congressional district durante le convention a maggio per un totale di 24 delegati, ed altri 14 delegati durante la convection repubblicana dell'Illinois il 7 giugno.
| Caucus del partito Repubblicano del Minnesota, 2008 | Caucus del partito Repubblicano del Minnesota, 2008 | Caucus del partito Repubblicano del Minnesota, 2008 | Caucus del partito Repubblicano del Minnesota, 2008 | Caucus del partito Repubblicano del Minnesota, 2008 |
| Candidato                                           | Candidato                                           | Voti                                                | Percentuale                                         | Delegati nazionali                                  |
| --------------------------------------------------- | --------------------------------------------------- | --------------------------------------------------- | --------------------------------------------------- | --------------------------------------------------- |
| Mitt Romney                                         | Mitt Romney                                         | 25.881                                              | 41,92%                                              | 0                                                   |
| John McCain                                         | John McCain                                         | 13.707                                              | 22,20%                                              | 0                                                   |
| Mike Huckabee                                       | Mike Huckabee                                       | 12.393                                              | 20,07%                                              | 0                                                   |
| Ron Paul                                            | Ron Paul                                            | 9.753                                               | 15,58%                                              | 0                                                   |
| Totale                                              | Totale                                              | 61.734                                              | 100,00%                                             | 0                                                   |

Primarie del Missouri;

Bandiera del Missouri

I 58 delegati nazionali del Missouri sono assegnati al candidato che riceve più voti in totale, ovvero con la regola del Winner takes all.
| Primarie del partito repubblicano del Missouri, 2008 | Primarie del partito repubblicano del Missouri, 2008 | Primarie del partito repubblicano del Missouri, 2008 | Primarie del partito repubblicano del Missouri, 2008 | Primarie del partito repubblicano del Missouri, 2008 |
| Candidato                                            | Candidato                                            | Voti                                                 | Percentuale                                          | Delegati nazionali                                   |
| ---------------------------------------------------- | ---------------------------------------------------- | ---------------------------------------------------- | ---------------------------------------------------- | ---------------------------------------------------- |
| John McCain                                          | John McCain                                          | 194.304                                              | 33,04%                                               | 58                                                   |
| Mike Huckabee                                        | Mike Huckabee                                        | 185.627                                              | 31,56%                                               | 0                                                    |
| Mitt Romney                                          | Mitt Romney                                          | 172.564                                              | 29,34%                                               | 0                                                    |
| Ron Paul                                             | Ron Paul                                             | 26.445                                               | 4,50%                                                | 0                                                    |
| Rudy Giuliani                                        | Rudy Giuliani                                        | 3.595                                                | 0,61%                                                | 0                                                    |
| Fred Thompson                                        | Fred Thompson                                        | 3.106                                                | 0,53%                                                | 0                                                    |
| Duncan Hunter                                        | Duncan Hunter                                        | 306                                                  | 0,05%                                                | 0                                                    |
| Tom Tancredo                                         | Tom Tancredo                                         | 108                                                  | 0.02%                                                | 0                                                    |
| Totale                                               | Totale                                               | 588.138                                              | 100,00%                                              | 58                                                   |

Caucus del Montana;

Bandiera del Montana

Nel Caucus del Montana sono stati assegnati 58 delegati nazionali al candidato che ha ricevuto il maggior numero di voti (Winner takes all).
| Caucus del partito Repubblicano del Montana, 2008 | Caucus del partito Repubblicano del Montana, 2008 | Caucus del partito Repubblicano del Montana, 2008 | Caucus del partito Repubblicano del Montana, 2008 | Caucus del partito Repubblicano del Montana, 2008 |
| Candidato                                         | Candidato                                         | Voti                                              | Percentuale                                       | Delegati nazionali                                |
| ------------------------------------------------- | ------------------------------------------------- | ------------------------------------------------- | ------------------------------------------------- | ------------------------------------------------- |
| John McCain                                       | John McCain                                       | 194.304                                           | 33,04%                                            | 58                                                |
| Mike Huckabee                                     | Mike Huckabee                                     | 185.627                                           | 31,56%                                            | 0                                                 |
| Mitt Romney                                       | Mitt Romney                                       | 172.564                                           | 29,34%                                            | 0                                                 |
| Ron Paul                                          | Ron Paul                                          | 26.445                                            | 4,50%                                             | 0                                                 |
| Rudy Giuliani                                     | Rudy Giuliani                                     | 3.595                                             | 0,61%                                             | 0                                                 |
| Totale                                            | Totale                                            | 588.138                                           | 100,00%                                           | 58                                                |

Primarie del New Jersey;

Bandiera del New Jersey

I 52 delegati del New Jersey sono assegnati al candidato che riceve il numero maggiore di voti (Winner takes all).
| Primarie del partito Repubblicano del New Jersey, 2008 | Primarie del partito Repubblicano del New Jersey, 2008 | Primarie del partito Repubblicano del New Jersey, 2008 | Primarie del partito Repubblicano del New Jersey, 2008 | Primarie del partito Repubblicano del New Jersey, 2008 |
| Candidato                                              | Candidato                                              | Voti                                                   | Percentuale                                            | Delegati nazionali                                     |
| ------------------------------------------------------ | ------------------------------------------------------ | ------------------------------------------------------ | ------------------------------------------------------ | ------------------------------------------------------ |
| John McCain                                            | John McCain                                            | 310.427                                                | 55,43%                                                 | 52                                                     |
| Mitt Romney                                            | Mitt Romney                                            | 158.974                                                | 28,39%                                                 | 0                                                      |
| Mike Huckabee                                          | Mike Huckabee                                          | 45.781                                                 | 8,18%                                                  | 0                                                      |
| Ron Paul                                               | Ron Paul                                               | 26.952                                                 | 4,81%                                                  | 0                                                      |
| Rudy Giuliani                                          | Rudy Giuliani                                          | 14.721                                                 | 2,63%                                                  | 0                                                      |
| Fred Thompson                                          | Fred Thompson                                          | 3.151                                                  | 0,56%                                                  | 0                                                      |
| Totale                                                 | Totale                                                 | 560.006                                                | 100,00%                                                | 52                                                     |

Primarie di New York;

Bandiero dello stato di New York

Nello stato del New York sono disponibili 101 delegati nazionali. Di questi, 87 sono assegnati al candidato che riceve il maggior numero di voti (Winner takes all). Altri 11 delegati sono scelti a maggio alla riunione del comitato del Partito Repubblicano dello stato di New York, e 3 delegati sono già stati riservati per i leader del partito.
| Primarie del partito Repubblicano dello stato di New York, 2008 | Primarie del partito Repubblicano dello stato di New York, 2008 | Primarie del partito Repubblicano dello stato di New York, 2008 | Primarie del partito Repubblicano dello stato di New York, 2008 | Primarie del partito Repubblicano dello stato di New York, 2008 |
| Candidato                                                       | Candidato                                                       | Voti                                                            | Percentuale                                                     | Delegati nazionali                                              |
| --------------------------------------------------------------- | --------------------------------------------------------------- | --------------------------------------------------------------- | --------------------------------------------------------------- | --------------------------------------------------------------- |
| John McCain                                                     | John McCain                                                     | 309.614                                                         | 51,59%                                                          | 87                                                              |
| Mitt Romney                                                     | Mitt Romney                                                     | 168.275                                                         | 28,04%                                                          | 0                                                               |
| Mike Huckabee                                                   | Mike Huckabee                                                   | 65.404                                                          | 10,90%                                                          | 0                                                               |
| Ron Paul                                                        | Ron Paul                                                        | 38.787                                                          | 6,46%                                                           | 0                                                               |
| Rudy Giuliani                                                   | Rudy Giuliani                                                   | 18.118                                                          | 3,02%                                                           | 0                                                               |
| Totale                                                          | Totale                                                          | 600.198                                                         | 100,00%                                                         | 87                                                              |

Caucus del Dakota del Nord;

Bandiera del North Dakota

Nel North Dakota sono disponibili 26 delegati da assegnare ai candidati. Se un candidato riceve più dei 2/3 dei voti di tutto lo stato, allora conquista tutti i 26 delegati. In caso contrario i delegati sono assegnati in maniera proporzionale, con una soglia di sbarramento al 15%. Tre delegati sono riservati ai leader del partito.
| Primarie del partito Repubblicano dello stato del North Dakota, 2008 | Primarie del partito Repubblicano dello stato del North Dakota, 2008 | Primarie del partito Repubblicano dello stato del North Dakota, 2008 | Primarie del partito Repubblicano dello stato del North Dakota, 2008 | Primarie del partito Repubblicano dello stato del North Dakota, 2008 |
| Candidato                                                            | Candidato                                                            | Voti                                                                 | Percentuale                                                          | Delegati nazionali                                                   |
| -------------------------------------------------------------------- | -------------------------------------------------------------------- | -------------------------------------------------------------------- | -------------------------------------------------------------------- | -------------------------------------------------------------------- |
| Mitt Romney                                                          | Mitt Romney                                                          | 3.490                                                                | 35,82%                                                               | 8                                                                    |
| John McCain                                                          | John McCain                                                          | 2.224                                                                | 22,83%                                                               | 5                                                                    |
| Ron Paul                                                             | Ron Paul                                                             | 2.082                                                                | 21,37%                                                               | 5                                                                    |
| Mike Huckabee                                                        | Mike Huckabee                                                        | 1.947                                                                | 19,98%                                                               | 5                                                                    |
| Totale                                                               | Totale                                                               | 9.743                                                                | 100,00%                                                              | 23                                                                   |

Primarie dell'Oklahoma;

Bandiera dell'Oklahoma

Nelle primarie dell'Oklahoma sono assegnati 38 delegati nazionali. Di essi, 15 sono distribuiti nei 5 congressional district (3 per district) e il candidato che riceve il maggior numero di voti in un district si aggiudica i 3 delegati relativi. Altri 23 delegati sono assegnati al candidato che riceve il maggior numero di voti in tutto lo stato.
| Primarie del partito Repubblicano dell'Oklahoma, 2008 | Primarie del partito Repubblicano dell'Oklahoma, 2008 | Primarie del partito Repubblicano dell'Oklahoma, 2008 | Primarie del partito Repubblicano dell'Oklahoma, 2008 | Primarie del partito Repubblicano dell'Oklahoma, 2008 |
| Candidato                                             | Candidato                                             | Voti                                                  | Percentuale                                           | Delegati nazionali                                    |
| ----------------------------------------------------- | ----------------------------------------------------- | ----------------------------------------------------- | ----------------------------------------------------- | ----------------------------------------------------- |
| John McCain                                           | John McCain                                           | 122.748                                               | 36,64%                                                | 32                                                    |
| Mike Huckabee                                         | Mike Huckabee                                         | 111.865                                               | 33,39%                                                | 6                                                     |
| Mitt Romney                                           | Mitt Romney                                           | 83.018                                                | 24,78%                                                | 0                                                     |
| Ron Paul                                              | Ron Paul                                              | 11.179                                                | 3,34%                                                 | 0                                                     |
| Rudy Giuliani                                         | Rudy Giuliani                                         | 2.412                                                 | 0,72%                                                 | 0                                                     |
| Fred Thompson                                         | Fred Thompson                                         | 1.924                                                 | 0,57%                                                 | 0                                                     |
| Totale                                                | Totale                                                | 334.980                                               | 100.00%                                               | 38                                                    |

Primarie del Tennessee;

Bandiera del Tennessee

Dei 55 delegati nazionali totali, 39 sono assegnati con le primarie. Per ognuno dei 9 congressional district del Tennessee sono disponibili 3 delegati, per un totale di 27. Altri 12 delegati sono invece assegnati in base ai risultati totali. I delegati sono assegnati in questo modo: se un candidato riceve i 2/3 dei voti totali e i 2/3 dei voti in ogni district, allora conquista tutti i delegati del Tennessee. Se nessun candidato raggiunge i 2/3, allora sono assegnati in modo proporzionale. Se un candidato raggiunge il 50% dei voti totali, riceverà 7 delegati. Gli altri 5 saranno assegnati in maniera proporzionale tra gli altri candidati che hanno superato una soglia di sbarramento del 20%. Se nessun candidato raggiunge i 2/3 dei voti in un district, allora 2 dei 3 delegati del district sono assegnati al candidato che ha il maggior numero di voti del district e un delegato al candidato che si classifica secondo.
Il 1º marzo si raduna lo State Executive Committee che elegge gli altri 13 delegati. Gli ultimi 3 delegati sono assegnati ai leader del partito.
| Primarie del partito Repubblicano del Tennessee, 2008 | Primarie del partito Repubblicano del Tennessee, 2008 | Primarie del partito Repubblicano del Tennessee, 2008 | Primarie del partito Repubblicano del Tennessee, 2008 | Primarie del partito Repubblicano del Tennessee, 2008 |
| Candidato                                             | Candidato                                             | Voti                                                  | Percentuale                                           | Delegati nazionali                                    |
| ----------------------------------------------------- | ----------------------------------------------------- | ----------------------------------------------------- | ----------------------------------------------------- | ----------------------------------------------------- |
| Mike Huckabee                                         | Mike Huckabee                                         | 189.443                                               | 34,54%                                                | 23                                                    |
| John McCain                                           | John McCain                                           | 174.763                                               | 31,86%                                                | 15                                                    |
| Mitt Romney                                           | Mitt Romney                                           | 129.722                                               | 23,65%                                                | 8                                                     |
| Ron Paul                                              | Ron Paul                                              | 30.730                                                | 5,60%                                                 | 0                                                     |
| Fred Thompson                                         | Fred Thompson                                         | 16.044                                                | 2,92%                                                 | 0                                                     |
| Rudy Giuliani                                         | Rudy Giuliani                                         | 5.100                                                 | 0,93%                                                 | 0                                                     |
| Altri                                                 | Altri                                                 | 2.726                                                 |                                                       | 0                                                     |
| Totale                                                | Totale                                                | 548.528                                               | 100,00%                                               | 52                                                    |

Primarie dello Utah;

Bandiera del Utah

Nelle primarie dello Utah si utilizza la regola del Winner takes all, e tutti i 36 delegati sono assegnati al candidato che raggiunge il maggior numero di voti.
| Primarie del partito Repubblicano dello Utah, 2008 | Primarie del partito Repubblicano dello Utah, 2008 | Primarie del partito Repubblicano dello Utah, 2008 | Primarie del partito Repubblicano dello Utah, 2008 | Primarie del partito Repubblicano dello Utah, 2008 |
| Candidato                                          | Candidato                                          | Voti                                               | Percentuale                                        | Delegati nazionali                                 |
| -------------------------------------------------- | -------------------------------------------------- | -------------------------------------------------- | -------------------------------------------------- | -------------------------------------------------- |
| Mitt Romney                                        | Mitt Romney                                        | 255.218                                            | 89,62%                                             | 36                                                 |
| John McCain                                        | John McCain                                        | 15.264                                             | 5,36%                                              | 0                                                  |
| Ron Paul                                           | Ron Paul                                           | 8.295                                              | 2,91%                                              | 0                                                  |
| Mike Huckabee                                      | Mike Huckabee                                      | 4.054                                              | 1,42%                                              | 0                                                  |
| Rudy Giuliani                                      | Rudy Giuliani                                      | 928                                                | 0,33%                                              | 0                                                  |
| Totale                                             | Totale                                             | 283.759                                            | 100,00%                                            | 36                                                 |

Caucus della Virginia Occidentale.

Bandiera del West Virginia

I caucus della Virginia Occidentale assegnano 18 delegati nazionali, e altri 9 sono assegnati durante le primarie di maggio e 3 riservati ai leader del partito per un totale di 30 delegati nazionali.
Se un candidato raggiunge il 50% al primo turno, esso riceve tutti i 18 delegati. In caso contrario viene effettuato un secondo turno di ballottaggio tra i primi 3 candidati. Se uno di essi riesce a raggiungere la maggioranza allora si aggiudica tutti i delegati, altrimenti si procede con un terzo turno di ballottaggio tra i primi due.
A maggio sono eletti gli altri 9 delegati.
Al primo turno i risultati sono stati: Romney 464 voti (41%), Huckabee 375 voti (33%), McCain 176 voti (16%), Paul 118 voti (10%). Siccome non è stata raggiunta la maggioranza, è stato effettuato il ballottaggio tra i primi tre: Huckabee, McCain e Romney. Al secondo turno i sostenitori di Paul e McCain hanno appoggiato Huckabee garantendogli la maggioranza. I sostenitori di Paul hanno ricevuto in cambio 3 delegati, quindi i 18 delegati vinti da Huckabee sono in realtà 15.
| Caucus del partito Repubblicano del West Virginia, 2008 | Caucus del partito Repubblicano del West Virginia, 2008 | Caucus del partito Repubblicano del West Virginia, 2008 | Caucus del partito Repubblicano del West Virginia, 2008 | Caucus del partito Repubblicano del West Virginia, 2008 |
| Candidato                                               | Candidato                                               | Voti                                                    | Percentuale                                             | Delegati nazionali                                      |
| ------------------------------------------------------- | ------------------------------------------------------- | ------------------------------------------------------- | ------------------------------------------------------- | ------------------------------------------------------- |
| Mike Huckabee                                           | Mike Huckabee                                           | 567                                                     | 51,55%                                                  | 18 (15)                                                 |
| Mitt Romney                                             | Mitt Romney                                             | 521                                                     | 47,36%                                                  | 0                                                       |
| John McCain                                             | John McCain                                             | 12                                                      | 1,09%                                                   | 0                                                       |
| Ron Paul                                                | Ron Paul                                                | 0                                                       | 0,00%                                                   | 0 (3)                                                   |
| Rudy Giuliani                                           | Rudy Giuliani                                           | 0                                                       | 0,00%                                                   | 0                                                       |
| Totale                                                  | Totale                                                  | 1.100                                                   | 100,00%                                                 | 18                                                      |

## Ulteriori risultati
Caucus del Kansas;

Bandiera del Kansas

I caucus del Kansas del 9 febbraio stabiliscono 36 delegati su 39 totali. Lo stato è suddiviso in 4 congressional district, ognuno dei quali assegna 3 delegati al candidato che riceve il maggior numero dei voti. Se c'è un pareggio, viene assegnato 1 delegato a ciascuno dei candidati e il terzo viene considerato uncommitted. Il candidato che riceve il maggior numero dei voti totali si aggiudica 27 delegati e i delegati riservati ai leader del partito (10 delegati di base, 14 bonus e 3 leader di partito), ma deve anche vincere in almeno due district. Se il candidato che ha ricevuto il numero totale di voti non ha vinto in almeno 2 district, i 24 delegati che andranno alla convention nazionale non saranno legati a nessun candidato.
| Caucus del partito Repubblicano del Kansas | Caucus del partito Repubblicano del Kansas | Caucus del partito Repubblicano del Kansas | Caucus del partito Repubblicano del Kansas | Caucus del partito Repubblicano del Kansas |
| Candidato                                  | Candidato                                  | Voti                                       | Percentuale                                | Delegati nazionali                         |
| ------------------------------------------ | ------------------------------------------ | ------------------------------------------ | ------------------------------------------ | ------------------------------------------ |
| Mike Huckabee                              | Mike Huckabee                              | 11.627                                     | 60,77%                                     | 33                                         |
| John McCain                                | John McCain                                | 4.587                                      | 23,97%                                     | 0                                          |
| Ron Paul                                   | Ron Paul                                   | 2.182                                      | 11,40%                                     | 0                                          |
| Mitt Romney                                | Mitt Romney                                | 653                                        | 3,41%                                      | 0                                          |
| Uncommitted                                | Uncommitted                                | 84                                         | 0,44%                                      | 0                                          |
| Totale                                     | Totale                                     | 19.133                                     | 100,00%                                    | 33                                         |

Primarie della Louisiana;

Bandiera della Louisiana

Le primarie della Louisiana del 9 febbraio decidono 20 delegati, che sono assegnati al candidato che ottiene la maggioranza semplice (50%) dei voti totali. Se nessun candidato raggiunge il 50%, i delegati andranno alla convention nazionale senza essere collegati ad alcun candidato. Il 16 febbraio ha luogo la convention di stato che elegge altri 21 delegati in base ai voti dei 7 congressional district (3 delegati per ogni district) e 3 ulteriori delegati e 3 leader di partito.
| Primarie del partito Repubblicano della Louisiana Kansas | Primarie del partito Repubblicano della Louisiana Kansas | Primarie del partito Repubblicano della Louisiana Kansas | Primarie del partito Repubblicano della Louisiana Kansas | Primarie del partito Repubblicano della Louisiana Kansas |
| Candidato                                                | Candidato                                                | Voti                                                     | Percentuale                                              | Delegati nazionali                                       |
| -------------------------------------------------------- | -------------------------------------------------------- | -------------------------------------------------------- | -------------------------------------------------------- | -------------------------------------------------------- |
| Mike Huckabee                                            | Mike Huckabee                                            | 69.665                                                   | 44,63%                                                   | 0                                                        |
| John McCain                                              | John McCain                                              | 67.609                                                   | 43,31%                                                   | 0                                                        |
| Mitt Romney                                              | Mitt Romney                                              | 10.232                                                   | 6,55%                                                    | 0                                                        |
| Ron Paul                                                 | Ron Paul                                                 | 8.595                                                    | 5,5%                                                     | 0                                                        |
| Totale                                                   | Totale                                                   | 156.101                                                  | 100,00%                                                  | 0                                                        |

Caucus dello stato di Washington;

Bandiera dello stato di Washington

I caucus dello stato di Washington si sono tenuti il 9 febbraio 2008 ed hanno selezionato 18 su 37 delegati nazionali dello stato. Essi andranno alla convention nazionale repubblicana senza essere ufficialmente legati ad alcun candidato. Gli altri 19 delegati sono stati invece decisi nelle primarie (vedi in seguito) del 19 febbraio.
Primarie del Distretto di Columbia;

Bandiera del District of Columbia

Nelle primarie del Distretto di Columbia sono assegnati 16 delegati al candidato che riceve il maggior numero di voti totali. Altri 3 delegati sono riservati ai leader del partito.
| Primarie del partito repubblicano del distretto di Columbia, 2008 | Primarie del partito repubblicano del distretto di Columbia, 2008 | Primarie del partito repubblicano del distretto di Columbia, 2008 | Primarie del partito repubblicano del distretto di Columbia, 2008 | Primarie del partito repubblicano del distretto di Columbia, 2008 |
| Candidato                                                         | Candidato                                                         | Voti                                                              | Percentuale                                                       | Delegati nazionali                                                |
| ----------------------------------------------------------------- | ----------------------------------------------------------------- | ----------------------------------------------------------------- | ----------------------------------------------------------------- | ----------------------------------------------------------------- |
| John McCain                                                       | John McCain                                                       | 3.967                                                             | 67,55%                                                            | 16                                                                |
| Mike Huckabee                                                     | Mike Huckabee                                                     | 984                                                               | 16,75%                                                            | 0                                                                 |
| Ron Paul                                                          | Ron Paul                                                          | 477                                                               | 8,12%                                                             | 0                                                                 |
| Mitt Romney                                                       | Mitt Romney                                                       | 354                                                               | 6,03%                                                             | 0                                                                 |
| Rudy Giuliani                                                     | Rudy Giuliani                                                     | 91                                                                | 1,55%                                                             | 0                                                                 |
| Totale                                                            | Totale                                                            | 5.873                                                             | 100,00%                                                           | 16                                                                |

Primarie del Maryland;

Bandiera del Maryland

Nelle primarie del Maryland sono assegnati 37 delegati. Lo stato è suddiviso in 8 congressional district, con 3 delegati ciascuno per un totale di 24 delegati. Il candidato che riceve il maggior numero di voti in un district conquista i 3 delegati relativi. Altri 10 delegati sono assegnati al candidato che ha ricevuto il maggior numero di voti totali. Altri 3 delegati sono assegnati ai 3 leader del partito.
| Primarie del partito repubblicano del Maryland, 2008 | Primarie del partito repubblicano del Maryland, 2008 | Primarie del partito repubblicano del Maryland, 2008 | Primarie del partito repubblicano del Maryland, 2008 | Primarie del partito repubblicano del Maryland, 2008 |
| Candidato                                            | Candidato                                            | Voti                                                 | Percentuale                                          | Delegati nazionali                                   |
| ---------------------------------------------------- | ---------------------------------------------------- | ---------------------------------------------------- | ---------------------------------------------------- | ---------------------------------------------------- |
| John McCain                                          | John McCain                                          | 171.528                                              | 54,88%                                               | 37                                                   |
| Mike Huckabee                                        | Mike Huckabee                                        | 89.151                                               | 28,53%                                               | 0                                                    |
| Mitt Romney                                          | Mitt Romney                                          | 21.849                                               | 6,99%                                                | 0                                                    |
| Ron Paul                                             | Ron Paul                                             | 18.602                                               | 5,95%                                                | 0                                                    |
| Rudy Giuliani                                        | Rudy Giuliani                                        | 4.384                                                | 1,40%                                                | 0                                                    |
| Alan Keyes                                           | Alan Keyes                                           | 3.285                                                | 1,05%                                                | 0                                                    |
| Fred Thompson                                        | Fred Thompson                                        | 2.853                                                | 0,91%                                                | 0                                                    |
| Duncan Hunter                                        | Duncan Hunter                                        | 514                                                  | 0,16%                                                | 0                                                    |
| Tom Tancredo                                         | Tom Tancredo                                         | 361                                                  | 0,12%                                                | 0                                                    |
| Totale                                               | Totale                                               | 312.527                                              | 100,00%                                              | 37                                                   |

Primarie della Virginia;

Bandiera della Virginia

Nelle primarie della Virginia viene effettuato un ballottaggio e al vincitore vengono assegnati tutti i 60 delegati disponibili.
| Primarie del partito repubblicano della Virginia, 2008 Risultati non completi | Primarie del partito repubblicano della Virginia, 2008 Risultati non completi | Primarie del partito repubblicano della Virginia, 2008 Risultati non completi | Primarie del partito repubblicano della Virginia, 2008 Risultati non completi | Primarie del partito repubblicano della Virginia, 2008 Risultati non completi |
| Candidato                                                                     | Candidato                                                                     | Voti                                                                          | Percentuale                                                                   | Delegati nazionali                                                            |
| ----------------------------------------------------------------------------- | ----------------------------------------------------------------------------- | ----------------------------------------------------------------------------- | ----------------------------------------------------------------------------- | ----------------------------------------------------------------------------- |
| John McCain                                                                   | John McCain                                                                   | 243.981                                                                       | 50,05%                                                                        | 60                                                                            |
| Mike Huckabee                                                                 | Mike Huckabee                                                                 | 198.787                                                                       | 40,78%                                                                        | 0                                                                             |
| Ron Paul                                                                      | Ron Paul                                                                      | 21.867                                                                        | 4,49%                                                                         | 0                                                                             |
| Mitt Romney                                                                   | Mitt Romney                                                                   | 17.500                                                                        | 3,59%                                                                         | 0                                                                             |
| Fred Thompson                                                                 | Fred Thompson                                                                 | 3.368                                                                         | 0,69%                                                                         | 0                                                                             |
| Rudy Giuliani                                                                 | Rudy Giuliani                                                                 | 1.975                                                                         | 0,40%                                                                         | 0                                                                             |
| Totale                                                                        | Totale                                                                        | 487.478                                                                       | 100,00%                                                                       | 60                                                                            |

Convention della Louisiana;

Bandiera della Louisiana

Non essendoci una maggioranza di voti (ovvero nessun candidato ha superato il 50%) nelle primarie del 9 febbraio 2008, la selezione dei 20 delegati sarà effettuata dalla convention. A causa delle regole del partito, questi delegati nazionali andranno alla convention nazionale con lo status di uncommitted. Inoltre lo stato della Louisiana ha tenuto un Caucus non ufficiale il 5 gennaio 2008, dove sono stati selezionali altri 21 delegati.
Primarie dello stato di Washington;

Bandiera dello stato di Washington

Bandiera dello stato di Rhode Island

Le primarie dello stato di Washington si sono tenute il 19 febbraio e hanno selezionato 19 delegati nazionali. Gli altri 18 sono stati decisi il 9 febbraio durante i caucus (vedi sopra). Dei 19 delegati, 10 sono attribuiti proporzionalmente ai candidati in base ai risultati totali dei voti, con una soglia del 20%. Gli altri 9 sono assegnati in base ai risultati nei congressional district dello stato (un delegato per district), al candidato che riceve più voti.
| Primarie del partito repubblicano dello stato di Washington, 2008 | Primarie del partito repubblicano dello stato di Washington, 2008 | Primarie del partito repubblicano dello stato di Washington, 2008 | Primarie del partito repubblicano dello stato di Washington, 2008 | Primarie del partito repubblicano dello stato di Washington, 2008 |
| Candidato                                                         | Candidato                                                         | Voti                                                              | Percentuale                                                       | Delegati nazionali                                                |
| ----------------------------------------------------------------- | ----------------------------------------------------------------- | ----------------------------------------------------------------- | ----------------------------------------------------------------- | ----------------------------------------------------------------- |
| John McCain                                                       | John McCain                                                       | 202.219                                                           | 49,11%                                                            | 0                                                                 |
| Mike Huckabee                                                     | Mike Huckabee                                                     | 90.988                                                            | 22,10%                                                            | 0                                                                 |
| Mitt Romney                                                       | Mitt Romney                                                       | 77.925                                                            | 18,93%                                                            | 0                                                                 |
| Ron Paul                                                          | Ron Paul                                                          | 30.577                                                            | 7,43%                                                             | 0                                                                 |
| Rudy Giuliani                                                     | Rudy Giuliani                                                     | 4.117                                                             | 1,00%                                                             | 0                                                                 |
| Fred Thompson                                                     | Fred Thompson                                                     | 3.539                                                             | 0,86%                                                             | 0                                                                 |
| Alan Keyes                                                        | Alan Keyes                                                        | 1.617                                                             | 0,39%                                                             | 0                                                                 |
| Duncan Hunter                                                     | Duncan Hunter                                                     | 768                                                               | 0,19%                                                             | 0                                                                 |
| Totale                                                            | Totale                                                            | 411.750                                                           | 100,00%                                                           | 0                                                                 |

Primarie del Wisconsin;

Bandiera del Wisconsin

I 40 delegati del Wisconsin sono suddivisi in 24 delegati assegnati agli 8 congressional district dello stato (3 delegati per district). Il candidato che riceve il maggior numero di voti in un district conquista i 3 delegati relativi. Altri 10 sono assegnati, oltre a 3 delegati bonus, sono assegnati al candidato che riceve il maggior numero di voti (Winner takes all). Altri 3 posti sono automaticamente assegnati ai leader del partito.
| Primarie del partito repubblicano del Wisconsin, 2008 | Primarie del partito repubblicano del Wisconsin, 2008 | Primarie del partito repubblicano del Wisconsin, 2008 | Primarie del partito repubblicano del Wisconsin, 2008 | Primarie del partito repubblicano del Wisconsin, 2008 |
| Candidato                                             | Candidato                                             | Voti                                                  | Percentuale                                           | Delegati nazionali                                    |
| ----------------------------------------------------- | ----------------------------------------------------- | ----------------------------------------------------- | ----------------------------------------------------- | ----------------------------------------------------- |
| John McCain                                           | John McCain                                           | 224.209                                               | 55,69%                                                | 31                                                    |
| Mike Huckabee                                         | Mike Huckabee                                         | 151.181                                               | 37,55%                                                | 0                                                     |
| Ron Paul                                              | Ron Paul                                              | 19.146                                                | 4,76%                                                 | 0                                                     |
| Mitt Romney                                           | Mitt Romney                                           | 8.082                                                 | 2,00%                                                 | 0                                                     |
| Totale                                                | Totale                                                | 402.618                                               | 100,00%                                               | 31                                                    |

Caucus delle Samoa Americane ;

Bandiera delle Samoa Americane

I caucus delle Samoa Americane si sono tenute il 23 febbraio 2008.
| Primarie del partito Repubblicano delle Samoa Americane, 2008 | Primarie del partito Repubblicano delle Samoa Americane, 2008 | Primarie del partito Repubblicano delle Samoa Americane, 2008 | Primarie del partito Repubblicano delle Samoa Americane, 2008 | Primarie del partito Repubblicano delle Samoa Americane, 2008 |
| Candidato                                                     | Candidato                                                     | Voti                                                          | Percentuale                                                   | Delegati nazionali                                            |
| ------------------------------------------------------------- | ------------------------------------------------------------- | ------------------------------------------------------------- | ------------------------------------------------------------- | ------------------------------------------------------------- |
| John McCain                                                   | John McCain                                                   | -                                                             | -                                                             | 6                                                             |
| Mike Huckabee                                                 | Mike Huckabee                                                 | -                                                             | -                                                             | 0                                                             |
| Ron Paul                                                      | Ron Paul                                                      | -                                                             | -                                                             | 0                                                             |
| Uncommitted                                                   | Uncommitted                                                   | -                                                             | -                                                             | 3                                                             |
| Totale                                                        | Totale                                                        | -                                                             | 100,00%                                                       | 9                                                             |

Caucus delle Isole Marianne Settentrionali;

Bandiera delle Isole Marianne Settentrionali

I caucus delle Isole Marianne Settentrionali si sono tenuti il 23 febbraio 2008 e hanno determinato 9 delegati nazionali.
| Primarie del partito Repubblicano delle Isole Marianne Settentrionali, 2008 | Primarie del partito Repubblicano delle Isole Marianne Settentrionali, 2008 | Primarie del partito Repubblicano delle Isole Marianne Settentrionali, 2008 | Primarie del partito Repubblicano delle Isole Marianne Settentrionali, 2008 | Primarie del partito Repubblicano delle Isole Marianne Settentrionali, 2008 |
| Candidato                                                                   | Candidato                                                                   | Voti                                                                        | Percentuale                                                                 | Delegati nazionali                                                          |
| --------------------------------------------------------------------------- | --------------------------------------------------------------------------- | --------------------------------------------------------------------------- | --------------------------------------------------------------------------- | --------------------------------------------------------------------------- |
| John McCain                                                                 | John McCain                                                                 | 105                                                                         | 91,30%                                                                      | 9                                                                           |
| Mike Huckabee                                                               | Mike Huckabee                                                               | 5                                                                           | 4,35%                                                                       | 0                                                                           |
| Ron Paul                                                                    | Ron Paul                                                                    | 5                                                                           | 4,35%                                                                       | 0                                                                           |
| Totale                                                                      | Totale                                                                      | 115                                                                         | 100,00%                                                                     | 9                                                                           |

Caucus di Porto Rico;

Bandiera di Porto Rico

I caucus di Porto Rico si sono tenuti il 24 febbraio 2008 e hanno determinato 23 delegati nazionali.
| Primarie del partito Repubblicano di Porto Rico, 2008 | Primarie del partito Repubblicano di Porto Rico, 2008 | Primarie del partito Repubblicano di Porto Rico, 2008 | Primarie del partito Repubblicano di Porto Rico, 2008 | Primarie del partito Repubblicano di Porto Rico, 2008 |
| Candidato                                             | Candidato                                             | Voti                                                  | Percentuale                                           | Delegati nazionali                                    |
| ----------------------------------------------------- | ----------------------------------------------------- | ----------------------------------------------------- | ----------------------------------------------------- | ----------------------------------------------------- |
| John McCain                                           | John McCain                                           | 188                                                   | 90,38%                                                | 23                                                    |
| Mike Huckabee                                         | Mike Huckabee                                         | 10                                                    | 4,80%                                                 | 0                                                     |
| Ron Paul                                              | Ron Paul                                              | 9                                                     | 4,33%                                                 | 0                                                     |
| Totale                                                | Totale                                                | 208                                                   | 100,00%                                               | 23                                                    |

Primarie dell'Ohio;

Bandiera dell'Ohio

Le primarie dell'Ohio si sono tenute il 4 marzo 2008.
| Primarie del partito Repubblicano dell'Ohio, 2008 | Primarie del partito Repubblicano dell'Ohio, 2008 | Primarie del partito Repubblicano dell'Ohio, 2008 | Primarie del partito Repubblicano dell'Ohio, 2008 | Primarie del partito Repubblicano dell'Ohio, 2008 |
| Candidato                                         | Candidato                                         | Voti                                              | Percentuale                                       | Delegati nazionali                                |
| ------------------------------------------------- | ------------------------------------------------- | ------------------------------------------------- | ------------------------------------------------- | ------------------------------------------------- |
| John McCain                                       | John McCain                                       | 634.875                                           | 59,92%                                            | -                                                 |
| Mike Huckabee                                     | Mike Huckabee                                     | 324.072                                           | 30,59%                                            | -                                                 |
| Ron Paul                                          | Ron Paul                                          | 49.032                                            | 4,63%                                             | -                                                 |
| Mitt Romney                                       | Mitt Romney                                       | 35.219                                            | 3,32%                                             | -                                                 |
| Fred Thompson                                     | Fred Thompson                                     | 16.369                                            | 1,54%                                             | -                                                 |
| Totale                                            | Totale                                            | 1.059.137                                         | 100,00%                                           | -                                                 |

Primarie di Rhode Island;
Le primarie dello stato di Rhode Island si tenute il 4 marzo 2008 e hanno determinato 17 delegati nazionali.
| Primarie del partito Repubblicano di Rhode Island, 2008 | Primarie del partito Repubblicano di Rhode Island, 2008 | Primarie del partito Repubblicano di Rhode Island, 2008 | Primarie del partito Repubblicano di Rhode Island, 2008 | Primarie del partito Repubblicano di Rhode Island, 2008 |
| Candidato                                               | Candidato                                               | Voti                                                    | Percentuale                                             | Delegati nazionali                                      |
| ------------------------------------------------------- | ------------------------------------------------------- | ------------------------------------------------------- | ------------------------------------------------------- | ------------------------------------------------------- |
| John McCain                                             | John McCain                                             | 17.449                                                  | 64,79%                                                  | 13                                                      |
| Mike Huckabee                                           | Mike Huckabee                                           | 5.823                                                   | 21,62%                                                  | 4                                                       |
| Ron Paul                                                | Ron Paul                                                | 1.772                                                   | 6,58%                                                   | 0                                                       |
| Mitt Romney                                             | Mitt Romney                                             | 1.179                                                   | 4,38%                                                   | 0                                                       |
| Totale                                                  | Totale                                                  | 26.931                                                  | 100,00%                                                 | 17                                                      |

Primarie del Texas;

Bandiera del Texas

Le primarie del texas si sono tenute il 4 marzo 2008 e hanno determinato 137 delegati nazionali.
| Primarie del partito Repubblicano del Texas, 2008 Risultati non completi | Primarie del partito Repubblicano del Texas, 2008 Risultati non completi | Primarie del partito Repubblicano del Texas, 2008 Risultati non completi | Primarie del partito Repubblicano del Texas, 2008 Risultati non completi | Primarie del partito Repubblicano del Texas, 2008 Risultati non completi |
| Candidato                                                                | Candidato                                                                | Voti                                                                     | Percentuale                                                              | Delegati nazionali                                                       |
| ------------------------------------------------------------------------ | ------------------------------------------------------------------------ | ------------------------------------------------------------------------ | ------------------------------------------------------------------------ | ------------------------------------------------------------------------ |
| John McCain                                                              | John McCain                                                              | 709.096                                                                  | 51,95%                                                                   | 92                                                                       |
| Mike Huckabee                                                            | Mike Huckabee                                                            | 523.280                                                                  | 38,33%                                                                   | 10                                                                       |
| Ron Paul                                                                 | Ron Paul                                                                 | 69.933                                                                   | 5,12%                                                                    | 0                                                                        |
| Mitt Romney                                                              | Mitt Romney                                                              | 27.605                                                                   | 2,02%                                                                    | 0                                                                        |
| Fred Thompson                                                            | Fred Thompson                                                            | 11.809                                                                   | 0,87%                                                                    | 0                                                                        |
| Hunter Duncan                                                            | Hunter Duncan                                                            | 8.260                                                                    | 0,61%                                                                    | 0                                                                        |
| Rudolph Giuliani                                                         | Rudolph Giuliani                                                         | 6.172                                                                    | 0,45%                                                                    | 0                                                                        |
| Totale                                                                   | Totale                                                                   | 1.365.022                                                                | 100,00%                                                                  | 102                                                                      |

Primarie del Vermont;

Bandiera del Vermont

Le primarie del Vermont si sono tenute il 4 marzo 2008 e hanno determinato 17 delegati nazionali.
| Primarie del partito Repubblicano del Vermont, 2008 | Primarie del partito Repubblicano del Vermont, 2008 | Primarie del partito Repubblicano del Vermont, 2008 | Primarie del partito Repubblicano del Vermont, 2008 | Primarie del partito Repubblicano del Vermont, 2008 |
| Candidato                                           | Candidato                                           | Voti                                                | Percentuale                                         | Delegati nazionali                                  |
| --------------------------------------------------- | --------------------------------------------------- | --------------------------------------------------- | --------------------------------------------------- | --------------------------------------------------- |
| John McCain                                         | John McCain                                         | 28.554                                              | 72,27%                                              | 17                                                  |
| Mike Huckabee                                       | Mike Huckabee                                       | 5.607                                               | 14,19%                                              | 0                                                   |
| Ron Paul                                            | Ron Paul                                            | 2.625                                               | 6,64%                                               | 0                                                   |
| Mitt Romney                                         | Mitt Romney                                         | 1.793                                               | 4,54%                                               | 0                                                   |
| Rudolph Giuliani                                    | Rudolph Giuliani                                    | 930                                                 | 2,35%                                               | 0                                                   |
| Totale                                              | Totale                                              | 39.509                                              | 100,00%                                             | 17                                                  |

Caucus del territorio di Guam;

Bandiera del territorio di Guam

I caucus del territorio di Guam sono tenuti l'8 marzo 2008 e hanno determinato 6 delegati nazionali.
| Caucus del partito repubblicano del territorio di Guam, 2008 | Caucus del partito repubblicano del territorio di Guam, 2008 | Caucus del partito repubblicano del territorio di Guam, 2008 | Caucus del partito repubblicano del territorio di Guam, 2008 | Caucus del partito repubblicano del territorio di Guam, 2008 |
| Candidato                                                    | Candidato                                                    | Voti                                                         | Percentuale                                                  | Delegati nazionali                                           |
| ------------------------------------------------------------ | ------------------------------------------------------------ | ------------------------------------------------------------ | ------------------------------------------------------------ | ------------------------------------------------------------ |
| John McCain                                                  | John McCain                                                  | -                                                            | -                                                            | 6                                                            |
| Ron Paul                                                     | Ron Paul                                                     | -                                                            | -                                                            | 0                                                            |
| Mike Huckabee                                                | Mike Huckabee                                                | -                                                            | -                                                            | 0                                                            |
| Totale                                                       | Totale                                                       | -                                                            | 100,00%                                                      | 6                                                            |

Primarie del Mississippi.

Bandiera del Mississippi

Le primarie del Mississippi si sono tenute l'11 marzo 2008. Dei 36 delegati, 12 sono distribuiti nei quattro congressional district dello stato (3 delegati per ogni district) e assegnati al candidato che in quel district riceve il maggior numero di voti. Altri 24 delegati sono assegnati in base al totale dei voti raccolti dai candidati: se un candidato raggiunge la maggioranza assoluta (50%) allora conquista tutti i 24 delegati, mentre in caso contrario vengono assegnati in base proporzionale con soglia di sbarramento al 15%. Oltre ai 36 delegati, sono inviati alla convention nazionale del partito anche i 3 leader di partito dello stato del Mississippi.
| Primarie del partito repubblicano dello stato del Mississippi, 2008 | Primarie del partito repubblicano dello stato del Mississippi, 2008 | Primarie del partito repubblicano dello stato del Mississippi, 2008 | Primarie del partito repubblicano dello stato del Mississippi, 2008 | Primarie del partito repubblicano dello stato del Mississippi, 2008 |
| Candidato                                                           | Candidato                                                           | Voti                                                                | Percentuale                                                         | Delegati nazionali                                                  |
| ------------------------------------------------------------------- | ------------------------------------------------------------------- | ------------------------------------------------------------------- | ------------------------------------------------------------------- | ------------------------------------------------------------------- |
| John McCain                                                         | John McCain                                                         | 111.810                                                             | 78,95%                                                              | 36                                                                  |
| Mike Huckabee                                                       | Mike Huckabee                                                       | 17.641                                                              | 12,46%                                                              | 0                                                                   |
| Ron Paul                                                            | Ron Paul                                                            | 5.485                                                               | 3,87%                                                               | 0                                                                   |
| Mitt Romney                                                         | Mitt Romney                                                         | 2.153                                                               | 1,52%                                                               | 0                                                                   |
| Fred Thompson                                                       | Fred Thompson                                                       | 2.125                                                               | 1,50%                                                               | 0                                                                   |
| Rudy Giuliani                                                       | Rudy Giuliani                                                       | 934                                                                 | 0,66%                                                               | 0                                                                   |
| Alan Keyes                                                          | Alan Keyes                                                          | 832                                                                 | 0,59%                                                               | 0                                                                   |
| Duncan Hunter                                                       | Duncan Hunter                                                       | 407                                                                 | 0,29%                                                               | 0                                                                   |
| Tom Tancredo                                                        | Tom Tancredo                                                        | 241                                                                 | 0,17%                                                               | 0                                                                   |
| Totale                                                              | Totale                                                              | 141.628                                                             | 100,00%                                                             | 36                                                                  |

Meeting dello stato del Tennessee;
Il meeting del comitato repubblicano nello stato del Tennessee si terrà il 5 aprile 2008 e determinerà 12 delegati nazionali. Gli altri 40 delegati nazionali sono stati determinati nel meeting che si è tenuto il 5 febbraio (vedi sopra).
Caucus delle Isole Vergini Americane;
I caucus delle Isole Vergini americane si terranno il 5 aprile 2008 e determineranno 6 delegati nazionali.
Primarie della Pennsylvania;
Le primarie del Pennsylvania si terranno il 22 aprile 2008 e determineranno 62 delegati nazionali. Altri 9 delegati nazionali verranno scelti durante il meeting del comitato repubblicano il 6 giugno 2008.
Convention del Minnesota;
La convention dello stato del Minnesota si terrà dal 3 maggio al 24 maggio 2008 e determinerà 24 delegati nazionali. Nel Minnesota verranno scelti altri 14 delegati nazionali durante la convention del 7 giugno 2008. Inoltre in questo stato si sono tenuti dei caucus non vincolanti il 5 febbraio 2008 (vedi sopra)
Primarie dell'Indiana;
Le primarie dell'Indiana si terranno il 6 maggio 2008 e determineranno 27 delegati nazionali. Altri 27 delegati saranno selezionati durante la convention del 9 giugno.
Primarie della Carolina del Nord;
Le primarie della Carolina del Nord si terranno il 6 maggio 2008 e determineranno 69 delegati nazionali.
Primarie del Nebraska;
Le primarie del Nebraska si terranno il 13 maggio 2008 e determineranno 31 delegati nazionali.
Primarie della Virginia Occidentale;
Le primarie della Virginia occidentale si terranno il 13 maggio e determineranno 9 delegati nazionali. Altri 18 delegati sono stati selezionati durante i caucus del 5 febbraio (vedi sopra).
Primarie del Kentucky;
Le primarie del Kentucky si terranno il 20 maggio 2008 e determineranno 45 delegati nazionali.
Meeting dello stato di New York;
Il meeting dello stato di New York si tengono il 20 maggio 2008 e determineranno 11 delegati nazionali. Altri 87 delegati sono stati scelti durante le primarie del 5 febbraio 2008 (vedi sopra).
Primarie dell'Oregon;
Le primarie dell'Oregon si terranno il 20 maggio 2008 e determineranno 30 delegati nazionali.
Meeting del Kansas;
Il meeting del comitato repubblicano del Kansas si terranno il 22 maggio 2008 e determineranno 10 delegati nazionali. Altri 26 delegati sono stati determinati durante le primarie del 9 febbraio 2008 (vedi sopra).
Convention del Colorado;
La convention del Colorado si terrà dal 24 maggio al 7 giugno e determinerà 21 delegati. Altri 22 delegati sono stati determinati durante i caucus del 5 febbraio 2008 (vedi sopra).
Primarie dell'Idaho;
Le primarie dell'Idaho si terranno il 27 maggio 2008 e determineranno 26 delegati nazionali.
Convention del Wyoming;
La convention del Wyoming si terrà il 31 maggio 2008 e determinerà 2 delegati nazionali. Altri 12 delegati sono stati decisi nella convention del 5 gennaio 2008. Inoltre, in base alle regole del comitato nazionale repubblicano, lo stato del Wyoming è stato decurtato di metà dei suoi 28 delegati per aver tenuto le primarie prima del 5 febbraio 2008.
Primarie del Dakota del Sud;
Le primarie del Dakota del Sud si terranno il 5 giugno 2008 e determineranno 24 delegati nazionali.
Primarie del Nuovo Messico;
Le primarie del Nuovo Messico si terranno il 3 giugno 2008 e determineranno 29 delegati nazionali.
Meeting dello stato della Pennsylvania;
I metting si terranno il 6 e il 7 giugno 2008 e determineranno 9 delegati nazionali. Gli altri 62 delegati sono selezionati durante le primarie del 22 aprile (vedi sopra).
Convention dell'Illinois;
La convention si terrà il 7 giugno e determinerà 10 delegati nazionali. Gli altri 57 sono stati decisi durante le primarie del 5 febbraio (vedi sopra).
Convention del Minnesota;
La convention del Minnesota si terranno il 7 giugno 2008 e determineranno 14 delegati nazionali. Altri 24 delegati saranno selezionati durante le convention che si terranno a maggio (sopra), inoltre il 5 febbraio si sono tenuti dei caucus non vincolanti.
Convention dell'Indiana.
La convention si terrà il 9 e 10 giugno 2008, dove verranno decisi 27 delegati nazionali. Altri 27 delegati saranno decisi durante le primarie del 6 maggio (vedi sopra).